# Chiêu Thánh vương
Chiêu Thánh Vương (mất 800, trị vì 798–800) là người cai trị thứ 39 của vương quốc Tân La trên bán đảo Triều Tiên. Ông là vương tôn của Nguyên Thánh Vương, phụ thân ông là Huệ Trung Thái tử Kim Nhân Khiêm (Kim In-gyeom) đã qua đời trước khi có thể kế vị. Ông kết hôn với Quế Hoa (Gyehwa) phu nhân, con gái của đại a xan Kim Thục Minh (Kim Suk-myeong). Ông có tên húy là Kim Tuấn Ung (金俊邕, 김준옹)
Từ năm 798, vua Bột Hải Khang Vương của vương quốc Bột Hải có các hoạt động thương mại với Tân La và cũng thường xuyên cử sứ thần sang Tân La.
Năm 800 Chiêu Thánh Vương qua đời sau 19 tháng tại vị. Điều này dẫn đến xung đột kế vị và tiêu biểu cho thời kỳ sau của Tân La Thống nhất. Con trai là Kim Thanh Minh (金淸明, 김청명) 12 tuổi lên kế vị ngôi vua Tân La, tức là vua Tân La Ai Trang Vương. Kim Ngạn Thăng từ nhà Đường (đời vua Đường Đức Tông) quay về Tân La làm quan Nhiếp chính cho vua nhỏ Tân La Ai Trang Vương.